# Ageniaspis fulvicornis
Ageniaspis fulvicornis är en stekelart som beskrevs av Kazmi och Hayat 1998. Ageniaspis fulvicornis ingår i släktet Ageniaspis och familjen sköldlussteklar. Inga underarter finns listade i Catalogue of Life.